# 新亞歐大陸橋

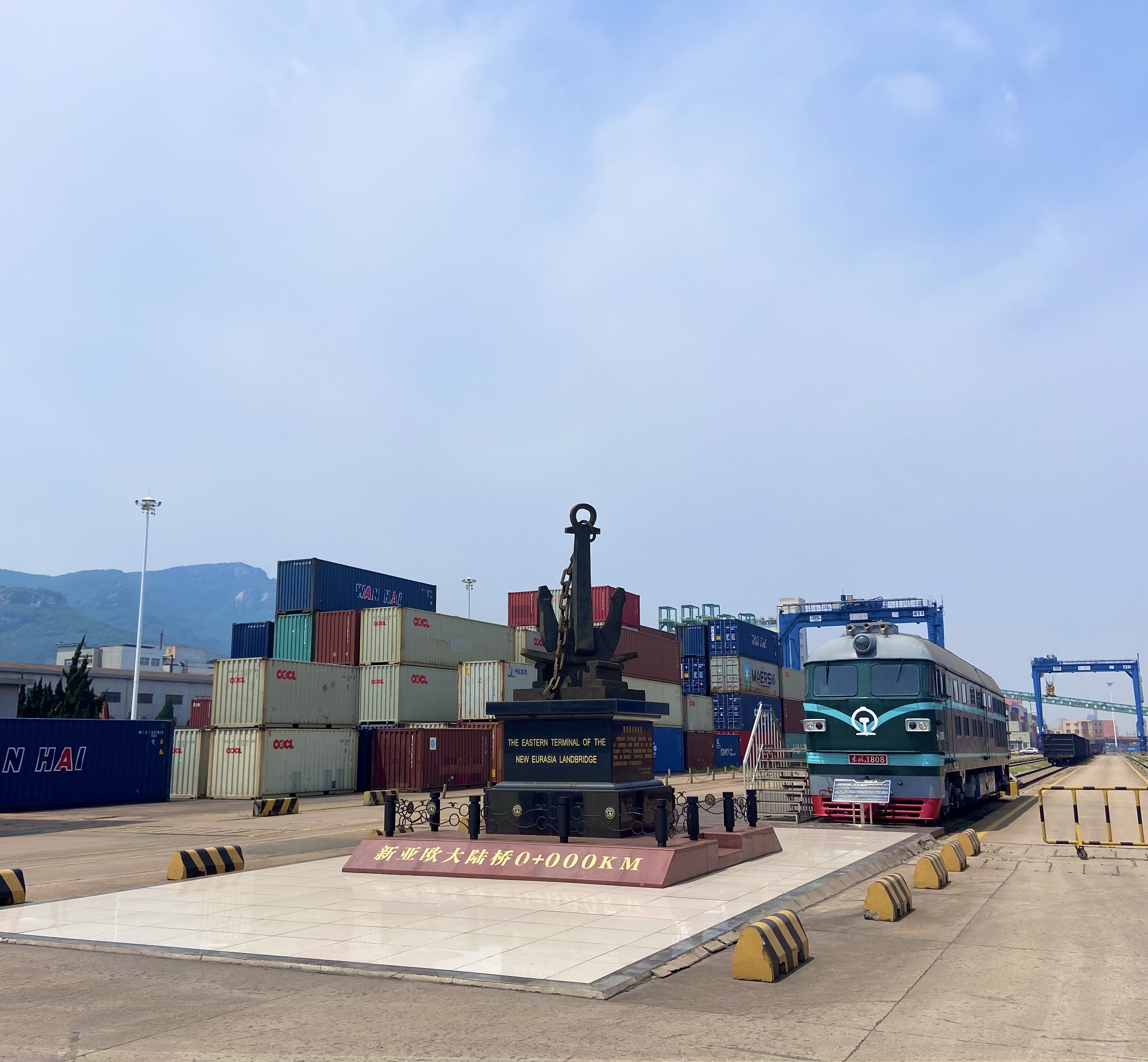
连云港港的新欧亚大陆桥〇公里雕塑

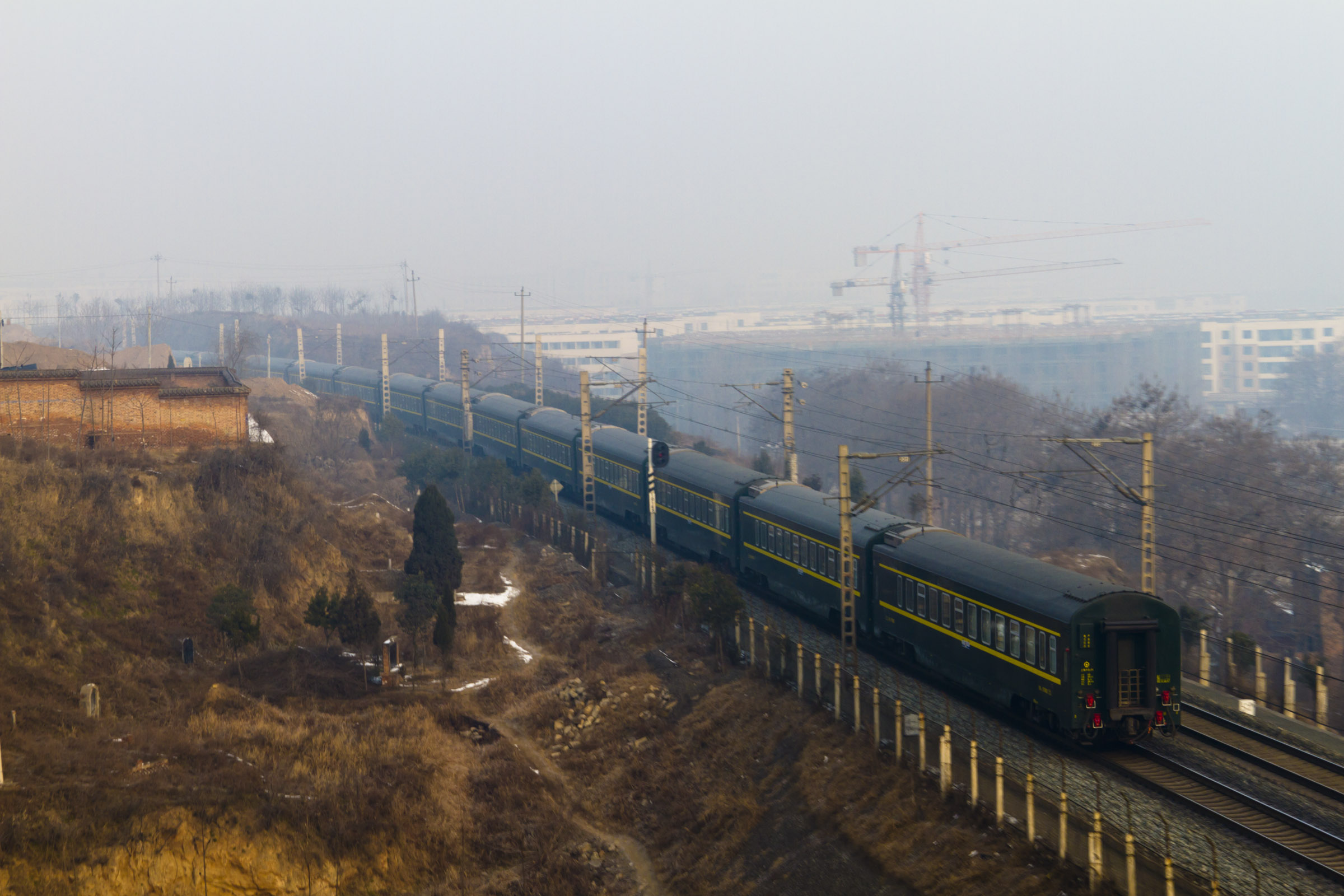
陇海铁路段

新亚欧大陆桥，或新世紀亚欧大陆桥，是中國一帶一路計劃的六大經濟走廊之一，特指从中国东部的沿海港口（有时特指连云港），沿陇海铁路、兰新铁路、北疆铁路，通过中亚、西亚到达欧洲的铁路路线。这条铁路在中国境外的具体走向，并没有任何官方文件精确指明，一说是经哈萨克斯坦、乌兹别克斯坦、土库曼斯坦、伊朗到达土耳其；一说是经俄罗斯、白俄罗斯、波兰、德国到达荷兰鹿特丹。全長10,800.32公里，1990年9月12日貫通。

## 大陆桥的原义
大陆桥原指水路运输中，若中间的某一段经由陆路运输，可以显著的缩短路径、降低成本，而才采用的连接两大海洋的运输方案。典型的大陆桥有：
- 巴拿马地峡，建有巴拿马运河
- 西奈半岛，建有苏伊士运河

## 建成
由于中国使用的标准轨与前苏联加盟共和国使用的俄罗斯宽轨不一致，集装箱必须在中哈边境的多斯特克将标轨转向架更换至宽轨转向架，并在西欧标准轨开始的波白边境用起重机进行再换轨。中国媒体经常报道新亚欧大陆桥将从连云港延伸至鹿特丹，全长11,870公里。中国媒体报道中并不总是具体说明连接两座城市的具体路线，但通常指的是途经哈萨克斯坦的路线，例如北疆铁路。
所有从中国出发穿越欧亚大陆桥的铁路货物都必须经过里海以北的俄罗斯，但从2020年12月开始，可以通过连接哈萨克斯坦阿克套和阿塞拜疆巴库新港的跨里海国际运输路线（铁路轮渡）从中亚到中国，而无需经过俄罗斯。
一条无船替代方案将途经土耳其和保加利亚，里海以南的航线必须经过伊朗。
哈萨克斯坦总统纳扎尔巴耶夫在第十八次上海合作组织峰会上呼吁欧亚和中国领导人沿北京—阿斯塔纳—莫斯科—柏林路线建设“欧亚高速铁路”（EHSRW）。该建议正在进一步考虑中。
2019年11月7日，一列货运列车从西安经马尔马雷隧道驶往欧洲捷克布拉格，标志着“钢铁丝绸之路”中国至土耳其的运输时间由一个月压缩至12天。
2020年12月4日，一列货运列车从土耳其国家铁路伊斯坦布尔欧洲侧卡济勒切什梅站出发，运送42个集装箱，途经土耳其、格鲁吉亚、阿塞拜疆和哈萨克斯坦，抵达中国西安。这趟横跨五国的铁路运输全长8693公里，途经大成建設承建的博斯普鲁斯海峡马尔马拉隧道，穿越土耳其，经巴库-第比利斯-卡尔斯铁路跨越高加索山脉，并通过里海跨国际运输通道（铁路轮渡）从中亚直达中国，无需途经俄罗斯。这趟列车真实地再现了历史上的“丝绸之路”。

## 沿线枢纽城市

### 连云港
连云港是中国十大海港之一，位于江苏东北部，是陇海铁路與连霍高速鐵路的起点。

### 徐州
徐州是中国第二大铁路枢纽，京沪、陇海两条重要干线铁路在此交汇，素有「五省通衢」之称。徐州已构建形成铁路、航空、公路、水运、管道“五通汇流”的现代化立体交通体系。

### 郑州
郑州是中国中部地区重要的综合交通枢纽。郑州市是中国普通铁路和高速铁路网中唯一的“双十字”中心，中欧班列五大集结中心之一。也是首批跨境电子贸易试点城市和国家级互联网骨干直联点城市。

### 西安
西安是位於丝绸之路经济带及黄河流域的重要城市，其所属的阎良区中国重要的航空产业基地。西安铁路枢纽是中国西北地区最大的铁路枢纽。

### 乌鲁木齐
乌鲁木齐是中国西北地区第二大城市，陆港与空港型国家物流枢纽，中国铁路综合枢纽之一，以及中国中欧班列五大集结中心之一。1990年9月12日，兰新铁路西段与苏联土西铁路在中苏边境的新疆阿拉山口站和苏联德鲁日巴站之间胜利接轨，标志着新亚欧大陆桥全线贯通。

## 其它横跨大陆运输的例子
- 西伯利亚铁路(第一亚欧大陆桥)
- 渝新欧铁路
- 泛亞鐵路
- 泛亞公路
- 泛美公路（北自阿拉斯加，南至火地島縱貫美洲大陸）
- 美国的中央太平洋铁路（Central Pacific Railroad）
- 加拿大太平洋鐵路
- 澳大利亚横跨东西的印度洋-太平洋列車和南北的汗號列車